# Iqlim

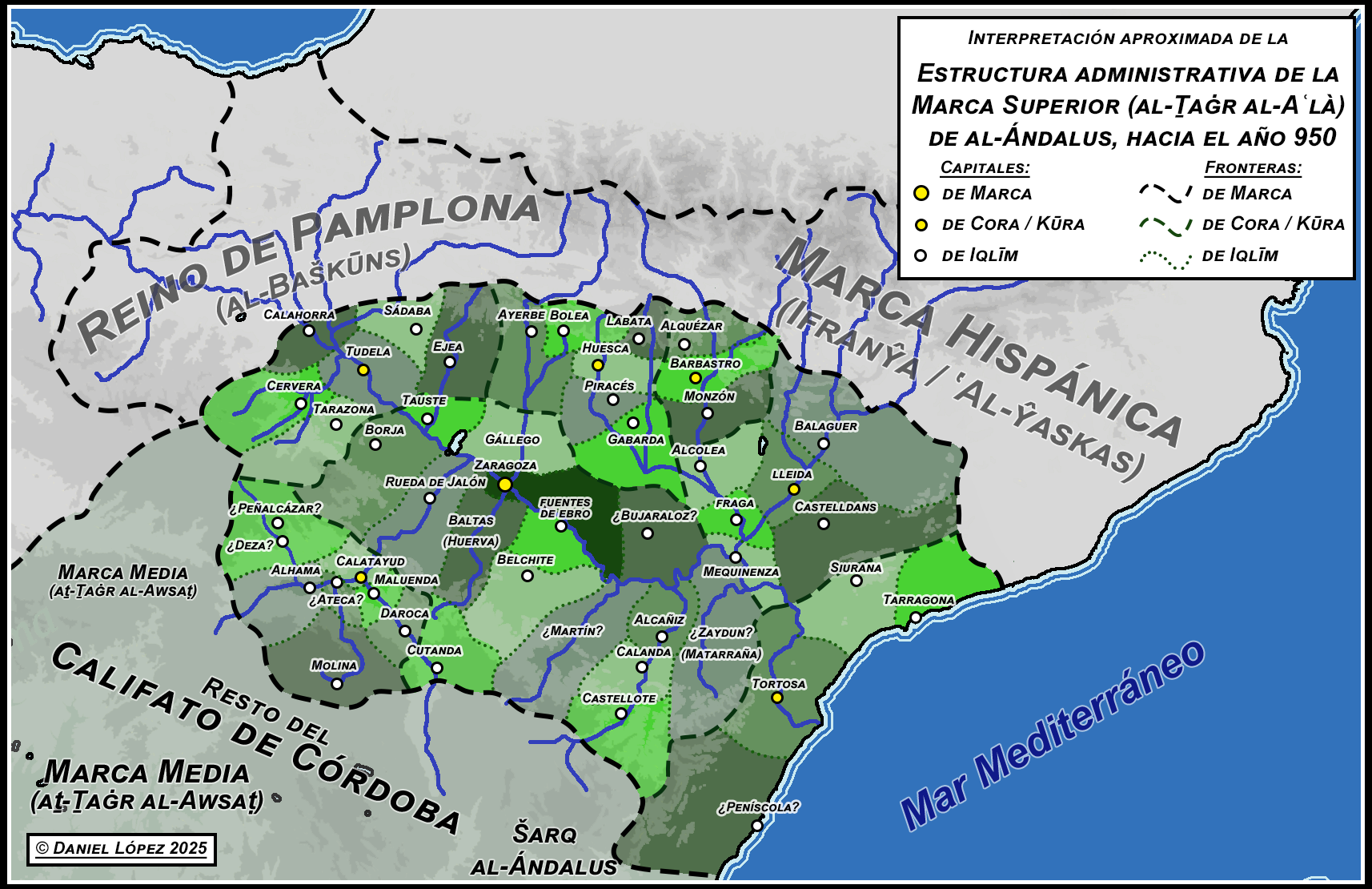
Mapa de los distintos aqalīm de la Marca Superior, en el siglo X.

Iqlīm y su plural aqālīm, son transliteraciones de palabras árabes, que con el significado de clima o distrito se utilizaban para designar demarcaciones en las que estaba dividida la cora, estructura territorial básica de al-Ándalus, especialmente durante la época del Califato de Córdoba. Los aqālīm eran unidades de carácter económico-administrativo, cada una de ellas con un pueblo o castillo como cabecera.
En los primeros tiempo de la colonización musulmana, dentro de cada cora, los poblados se establecieron en torno a castillos, denominados ḥiṣn (ḥuṣūn, en plural), que actuaban como centros organizativos y defensores de un cierto ámbito territorial, denominado ŷuz’ (aŷzā’, en plural). Esta estructura administrativa se mantiene invariable hasta el siglo X, en que los distritos se modifican, aumentando mucho su tamaño, denominándose aqālīm (iqlīm, en singular). 